# Alloteropsis
Alloteropsis és un gènere de plantes de la família de les poàcies, ordre de les poals, subclasse de les commelínides, classe de les liliòpsides, divisió dels magnoliofitins.

## Taxonomia
- Alloteropsis angusta Stapf
- Alloteropsis cimicina (L.) Stapf
- Alloteropsis distachya J. Presl
- Alloteropsis dura (Griseb.) Hitchc.
- Alloteropsis eckloniana (Nees) Hitchc.
- Alloteropsis gwebiensis Stent i Rattray
- Alloteropsis homblei Robyns
- Alloteropsis latifolia (Peter) Pilg.
- Alloteropsis paniculata (Benth.) Stapf
- Alloteropsis papillosa Clayton
- Alloteropsis quintasii (Mez) Pilg.
- Alloteropsis semialata (R. Br.) Hitchc.
- Alloteropsis semialata subsp. eckloniana (Nees) Gibbs.-Russ.
  - Alloteropsis semialata var. eckloniana (Nees) Pilg.
  - Alloteropsis semialata var. ecklonii (Stapf) Stapf
    - Alloteropsis semialata subsp. semialata

  - Alloteropsis semialata var. semialata
  - Alloteropsis semialata var. viatica (Griffith) J.L. Ellis i Karth.